# Ibrahim Rugova
Ibrahim Rugova, né le 2 décembre 1944 à Cerrcë au royaume de Yougoslavie et mort le 21 janvier 2006 à Pristina, est un écrivain et un président. Diplômé[pas clair] de la Sorbonne, il reçoit le prix Sakharov en 1998 au Parlement européen. Président du parti de la Ligue démocratique du Kosovo de sa création le 23 décembre 1989 jusqu’à sa mort en 2006, il est président du Kosovo du 24 mai 1992 au 21 janvier 2006 (il est réélu en 2002 et 2004, les deux fois avec plus de 46 % des voix).

## Biographie
Parlant couramment le français, l'anglais le serbe et l'albanais, il passe deux ans à l'École pratique des hautes études en 1976 et 1977.
Ibrahim Rugova est un ancien membre du Parti communiste et secrétaire de l'Union des écrivains du Kosovo.[réf. nécessaire]
Surnommé le «Gandhi des Balkans” pour sa vision pacifique de paix et non-violence, Ibrahim Rugova sera même invité par le Président Américain à la Maison Blanche en 1998. Le Président Rugova aura tout au long de sa vie de très bonnes relations avec les Américains. Il est considéré comme une légende au Kosovo, le père de la nation. Sa disparition a laissé un grand vide au Kosovo, encore aujourd’hui le peuple et les politiciens n’arrivent pas à avancer sans que le nom de l’ancien Président ne soit évoqué. 
Il incarne la lutte des albanophones pour leur indépendance vis-à-vis de la Serbie et gagne le surnom de « Gandhi des Balkans » dans une allusion à son choix de la non-violence pendant la répression sous le régime Milosevic.[réf. nécessaire]
Son parti politique, la Ligue démocratique du Kosovo, subit des persécutions de la part de l'UCK. Des centaines de ses membres ont été enlevés et détenus dans des centres clandestins, où ils étaient torturés. Certains de ses partisans créent les Forces armées de la République de Kosovo (FARK), qui ne rencontre toutefois que peu de succès sur le terrain.
Il est élu président en mars 2002 aux premières élections organisées par l'ONU dans la province. Il est réélu en octobre 2004. Il échappe en mars 2005 à un attentat à la bombe à Pristina, capitale du Kosovo.
Gros fumeur, il est atteint d'un cancer du poumon, qui est diagnostiqué officiellement en septembre 2005 et dont il meurt quelques mois plus tard. Selon la Constitution provisoire du Kosovo, Nexhat Daci, président de l'Assemblée du Kosovo, assure l'intérim jusqu'à l'élection de Fatmir Sejdiu le 10 février suivant.

## Œuvres
- Prekje lirike, Rilindja, Prishtinë, 1971 ;
- Kah teoria, Rilindja, Prishtinë, 1978 ;
- Bibliografia e kritikës letrare shqiptare 1944-1974, Instituti Albanologjik, Prishtinë, 1976 (avec Isak Shema) ;
- Kritika letrare (nga De Rada te Migjeni), Rilindja, Prishtinë, 1979 (avec Sabri Hamiti);
- Strategjia e kuptimit, Rilindja, Prishtinë, 1980 ;
- Vepra e Bogdanit 1675-1685, Rilindja, Prishtinë, 1982 ;
- Kahe dhe premisa të kritikës letrare shqiptare 1504-1983, monograph study, Instituti Albanologjik, Prishtinë, 1986 ;
- Refuzimi estetik', Rilindja, Prishtinë, 1987 ;
- Pavarësia dhe demokracia', interviews, Fjala, Prishtinë, 1991 ;
- Çështja e Kosovës', Dukagjini, Pejë, 1994 (La question du Kosovo - entretiens avec Marie-Francoise Allain et Xavier Galmiche, préface d'Ismail Kadare, Paris, 1994) ;
- Kompleti i veprave të Ibrahim Rugovës në tetë vëllime [œuvres complètes en huit volumes], Faik Konica, Prishtinë, 2005.

## Distinctions
En 1996, il reçoit le titre honorifique de Docteur honoris causa de l'Université Paris-VIII-Vincennes-Saint-Denis.